# Boaz Davidson

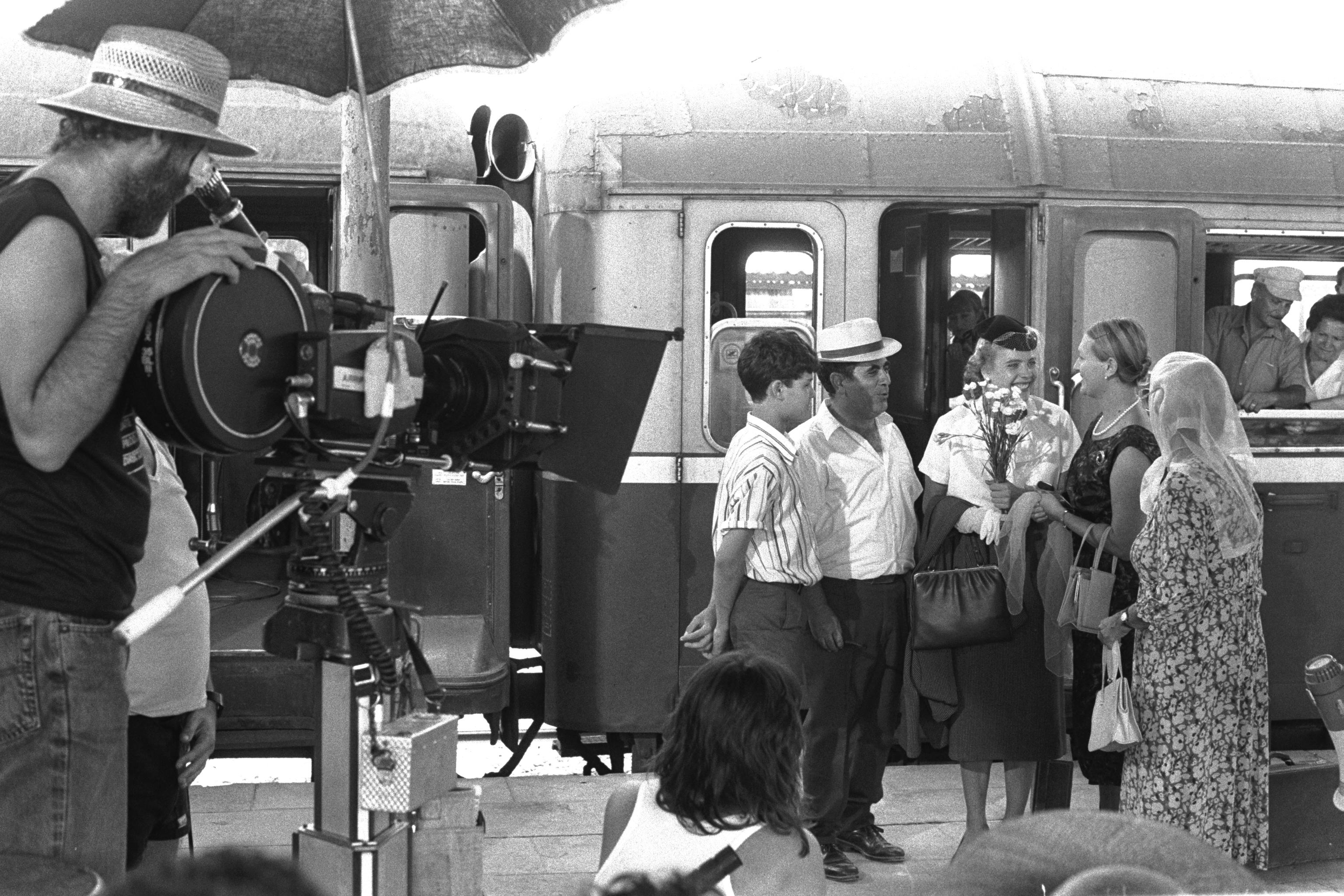

Boaz Davidson (en hebreo: בועז דוידזון‎, boˈaz ˈdavidson; Tel-Aviv, 8 de noviembre de 1943) es un director de cine israelí, productor y guionista. Estudió cine en Londres en la London Film School.

## Biografía
Davidson nació en Tel-Aviv, Israel, en el seno de una familia judía. Comenzó su carrera dirigiendo el programa de televisión Lool (1969) y el documental musical Shablul (1970). Más tarde dirigió películas de culto israelitas como Charlie Ve'hetzi (1974) y Hagiga B'Snuker (1975). En 1974 dirigió la película "Mishpahat Tzan'ani". Dirigió las cuatro primeras películas de la serie Eskimo Limon (Polo de limón (Eskimo Limon) (1978), Yotzim Kavua (1979), Shifshuf Naim (1981), Sapiches (1982). Polo de limón se presentó en el Festival Internacional de Cine de Berlín de 1978. Dirigió la película de culto Alex Holeh Ahavah.
En 1979 Davidson se trasladó de Israel a los Estados Unidos y comenzó a trabajar como director, dirigiendo un remake de Eskimo Limon, The Last American Virgin en 1982.
Davidson continuó trabajando en los Estados Unidos como productor y guionista. Participó en la producción de diversas películas importantes, como 16 calles, The Wicker Man, La dalia negra, John Rambo y Los mercenarios. También aparece como productor en el thriller Bajo amenaza.

## Filmografía
| Año  | Título en español                              | Título original                          | Acreditado como       | Acreditado como | Acreditado como | Notas                                                                                    |
| Año  | Título en español                              | Título original                          | Director              | Guionista       | Productor       | Notas                                                                                    |
| ---- | ---------------------------------------------- | ---------------------------------------- | --------------------- | --------------- | --------------- | ---------------------------------------------------------------------------------------- |
| 1970 | Shablul                                        | Shablul                                  | Sí                    | Sí              | No              |                                                                                          |
| 1971 | Hetzi Hetzi                                    | Hetzi Hetzi                              | Sí                    | Sí              | No              | Coescrito con Assi Dayan y Nissim Azikri                                                 |
| 1972 | Azit, el perro soldado                         | Azit Hakalba Hatzanhanit                 | Sí                    | Sí              | No              | Coescrito con Uzi Fleitman                                                               |
| 1974 | Charlie Ve'hetzi                               | Charlie Ve'hetzi                         | Sí                    | No              | No              |                                                                                          |
| 1975 | La nottata                                     | La nottata                               | Sí                    | No              | No              | Codirigido con Tonino Cervi                                                              |
| 1975 | Hagiga B'Snuker                                | Hagiga B'Snuker                          | Sí                    | No              | No              |                                                                                          |
| 1976 | Mishpahat Tzan'ani                             | Mishpahat Tzan'ani                       | Sí                    | No              | No              |                                                                                          |
| 1976 | Lupo B'New York                                | Lupo B'New York                          | Sí                    | Sí              | No              | Coescrito con Shimon Yisraeli                                                            |
| 1977 | Mivtsa Yonatan                                 | Mivtsa Yonatan                           | segunda unidad        | No              | No              |                                                                                          |
| 1978 | Polo de limón                                  | Eskimo Limon                             | Sí                    | Sí              | No              | Coescrito con Eli Tavor                                                                  |
| 1978 | Yisraelim Matzhikim                            | Yisraelim Matzhikim                      | No                    | Sí              | No              |                                                                                          |
| 1979 | En continuo movimiento                         | Yotzim Kavua                             | Sí                    | Sí              | No              | Coescrito con Eli Tavor                                                                  |
| 1980 | Seed of Innocence                              | Seed of Innocence                        | Sí                    | Sí              | No              | Coescrito con Stu Krieger                                                                |
| 1981 | Chicle picante                                 | Shifshuf Naim                            | Sí                    | Sí              | No              | Coescrito con Eli Tavor y Sam Waynberg                                                   |
| 1981 | Rayos X                                        | Hospital Massacre                        | Sí                    | argumento       | No              |                                                                                          |
| 1982 | El último americano virgen                     | The Last American Virgin                 | Sí                    | Sí              | No              |                                                                                          |
| 1982 | Polo de limón IV Caramelo de limón             | Sapiches                                 | Sí                    | Sí              | No              | Coescrito con Eli Tavor                                                                  |
| 1983 | Los otros juegos de la guerra                  | Sababa                                   | No                    | Sí              | No              |                                                                                          |
| 1983 | Polo de limón 5 - Baby love                    | Roman Za'ir                              | No                    | Sí              | No              | Coescrito con Eli Tavor y Dan Wolman                                                     |
| 1985 | Hot Resort                                     | Hot Resort                               | No                    | Sí              | No              | Guion coescrito con John Robins y Norman Hudis                                           |
| 1986 | Alex Holeh Ahavah                              | Alex Holeh Ahavah                        | Sí                    | Sí              | No              |                                                                                          |
| 1987 | Dutch Treat                                    | Dutch Treat                              | Sí                    | No              | No              |                                                                                          |
| 1987 | Going Bananas                                  | Going Bananas                            | Sí                    | No              | No              |                                                                                          |
| 1988 | Salsa                                          | Salsa                                    | Sí                    | Sí              | No              | Guion coescrito con Tomás Benitez y Shepard Goldman, argumento coescito con Eli Tavor    |
| 1989 | Ochlim Lokshim                                 | Ochlim Lokshim                           | Sí                    | Sí              | Sí              | Coescrita y dirigida con Tzvi Shissel                                                    |
| 1991 | Delta Force 3                                  | Delta Force 3                            | No                    | Sí              | Sí              | Coescrit amb Andy Deutsch & Greg Latter                                                  |
| 1992 | Lelakek Tatut                                  | Lelakek Tatut                            | No                    | No              | Sí              |                                                                                          |
| 1992 | Tipat Mazal                                    | Tipat Mazal                              | No                    | No              | Sí              |                                                                                          |
| 1993 | American cyborg: El guerrero de acero          | American Cyborg: Steel Warrior           | Sí                    | argumento       | No              | Argumento coescrito con Christopher Pearce                                               |
| 1994 | Desenlace imprevisto                           | Blood Run                                | Sí                    | argumento       | No              | Argumento coescrito con Dennis Dimster                                                   |
| 1995 | Lunarcop                                       | Lunarcop                                 | Sí                    | No              | No              |                                                                                          |
| 1995 | El lado salvaje                                | Wild Side                                | No                    | No              | coproductor     |                                                                                          |
| 1995 | Busca y destruye                               | Search and Destroy                       | No                    | No              | asociado        |                                                                                          |
| 1995 | Conspiración de asesinos                       | Hard Justice                             | No                    | No              | Sí              |                                                                                          |
| 1996 | Frankie the Fly                                | The Last Days of Frankie the Fly         | No                    | No              | ejecutivo       |                                                                                          |
| 1996 | Orion's Key                                    | Orion's Key                              | No                    | argumento       | No              | Coescrito con Danny Lerner y Mark Roper                                                  |
| 1997 | Rescate en Cuba                                | Plato's Run                              | No                    | No              | coproductor     |                                                                                          |
| 1997 | Perro de presa                                 | Dog Watch                                | No                    | No              | ejecutivo       |                                                                                          |
| 1997 | American Perfekt                               | American Perfekt                         | No                    | No              | ejecutivo       |                                                                                          |
| 1997 | Lazos de muerte                                | The Maker                                | No                    | No              | coproductor     |                                                                                          |
| 1997 | Cautivos de la secta                           | Santa Fe                                 | No                    | No              | ejecutivo       |                                                                                          |
| 1997 | Looking for Lola                               | Looking for Lola                         | Sí                    | argumento       | Sí              | Argumento coescrito con John Thompson                                                    |
| 1998 | Armstrong                                      | Armstrong                                | No                    | No              | asociado        |                                                                                          |
| 1998 | Shadrach                                       | Shadrach                                 | No                    | No              | Sí              |                                                                                          |
| 1998 | Some Girl                                      | Some Girl                                | No                    | No              | Sí              |                                                                                          |
| 1998 | Sin código de conducta                         | No Code of Conduct                       | No                    | No              | coproductor     |                                                                                          |
| 1998 | October 22                                     | October 22                               | No                    | No              | ejecutivo       |                                                                                          |
| 1998 | Camino del infierno                            | Outside Ozona                            | No                    | No              | ejecutivo       |                                                                                          |
| 1999 | Guinevere                                      | Guinevere                                | No                    | No              | ejecutivo       |                                                                                          |
| 1999 | La gran rueda del poder                        | The Big Brass Ring                       | No                    | No              | ejecutivo       |                                                                                          |
| 1999 | Exterminio                                     | Cold Harvest                             | No                    | No              | Sí              |                                                                                          |
| 1999 | Juego de dragones                              | Bridge of Dragons                        | No                    | No              | Sí              |                                                                                          |
| 1999 | Cuarto piso                                    | The 4th Floor                            | No                    | No              | Sí              |                                                                                          |
| 2000 | The Alternate                                  | segunda unidad                           | No                    | No              |                 |                                                                                          |
| 2000 | Por la causa                                   | For the Cause                            | No                    | No              | Sí              |                                                                                          |
| 2000 | Spiders                                        | Spiders                                  | No                    | argumento       | Sí              |                                                                                          |
| 2000 | Cocodrilo                                      | Crocodile                                | No                    | argumento       | Sí              |                                                                                          |
| 2000 | Octopus                                        | Octopus                                  | No                    | argumento       | Sí              |                                                                                          |
| 2001 | Dos granujas y un bebé                         | Nobody's Baby                            | No                    | No              | Sí              |                                                                                          |
| 2001 | Desesperada                                    | Cold Heart                               | No                    | No              | Sí              |                                                                                          |
| 2001 | Lulu Forever                                   | Lulu Forever                             | No                    | No              | Sí              |                                                                                          |
| 2001 | Spiders II: Breeding Ground                    | Spiders II: Breeding Ground              | No                    | argumento       | Sí              |                                                                                          |
| 2001 | Comando suicida: special forces                | U.S. Seals II                            | No                    | argumento       | Sí              |                                                                                          |
| 2001 | Tiempo límite                                  | Ticker                                   | No                    | No              | ejecutivo       |                                                                                          |
| 2001 | Hijos de un mismo dios                         | Edges of the Lord                        | No                    | No              | ejecutivo       |                                                                                          |
| 2001 | Diario de un adicto al sexo                    | Diary of a Sex Addict                    | No                    | No              | ejecutivo       |                                                                                          |
| 2001 | The Order                                      | The Order                                | No                    | No              | ejecutivo       |                                                                                          |
| 2002 | Tentáculos asesinos                            | Octopus 2: River of Fear                 | No                    | argumento       | Sí              | Argument coescrit amb Danny Lerner                                                       |
| 2002 | Panic                                          | Panic                                    | No                    | argumento       | Sí              |                                                                                          |
| 2002 | Dinero sucio                                   | Hard Cash                                | No                    | No              | ejecutivo       |                                                                                          |
| 2002 | Cocodrilo. Aguas sangrientas                   | Crocodile 2: Death Swamp                 | No                    | argumento       | Sí              |                                                                                          |
| 2002 | Todo lo que quiero                             | Try Seventeen                            | No                    | No              | ejecutivo       |                                                                                          |
| 2002 | Sin control                                    | Derailed                                 | No                    | argumento       | Sí              |                                                                                          |
| 2002 | Terror en el abismo                            | Shark Attack 3: Megalodon                | No                    | No              | Sí              |                                                                                          |
| 2003 | Ratas en el internado                          | Killer Rats                              | No                    | argumento       | Sí              |                                                                                          |
| 2003 | Devastación                                    | Cult of Fury                             | No                    | argumento       | Sí              | Coescrito con Danny Lerner                                                               |
| 2003 | En la boca del lobo                            | Den of Lions                             | No                    | No              | ejecutivo       |                                                                                          |
| 2003 | Marines                                        | Marines                                  | No                    | No              | Sí              |                                                                                          |
| 2003 | Salvaje                                        | In Hell                                  | No                    | No              | ejecutivo       |                                                                                          |
| 2003 | Special Forces                                 | Special Forces                           | No                    | No              | Sí              |                                                                                          |
| 2003 | Alien Hunter                                   | Alien Hunter                             | No                    | argumento       | Sí              | Argumento coescrito con J.S. Cardone                                                     |
| 2003 | Submarines                                     | Submarines                               | No                    | No              | Sí              |                                                                                          |
| 2003 | Venganza ciega                                 | Out for a Kill                           | No                    | No              | ejecutivo       |                                                                                          |
| 2003 | Air Marshal - Policías del aire                | Air Marshal                              | No                    | No              | Sí              |                                                                                          |
| 2003 | Héroes del aire                                | Air Strike                               | No                    | argumento       | Sí              |                                                                                          |
| 2003 | Terror en el mar                               | Shark Zone                               | No                    | No              | Sí              |                                                                                          |
| 2003 | Blind Horizon                                  | Blind Horizon                            | No                    | No              | ejecutivo       |                                                                                          |
| 2004 | Skeleton Man                                   | Skeleton Man                             | No                    | No              | ejecutivo       |                                                                                          |
| 2004 | Alien Lockdown                                 | Alien Lockdown                           | No                    | argumento       | Sí              | Argumento coescrito con John Thompson y Ken Badish                                       |
| 2004 | La sombra del miedo                            | Shadow of Fear                           | No                    | No              | ejecutivo       |                                                                                          |
| 2004 | Ladrones de mentes                             | Unstoppable                              | No                    | No              | Sí              |                                                                                          |
| 2004 | Asesino                                        | Control                                  | No                    | No              | ejecutivo       |                                                                                          |
| 2005 | Larva                                          | Larva                                    | No                    | argumento       | Sí              | Argumento coescrito con Ken Badish                                                       |
| 2005 | Mutación                                       | Mansquito                                | No                    | argumento       | Sí              | Argumento coescrito con Ken Badish & Ray Cannella                                        |
| 2005 | Space Sharks                                   | Raging Sharks                            | No                    | No              | ejecutivo       |                                                                                          |
| 2005 | Snakeman                                       | Snakeman                                 | No                    | argumento       | Sí              | Argumento coescrito con Ken Badish                                                       |
| 2005 | Ciudad sin ley                                 | Edison                                   | No                    | No              | ejecutivo       |                                                                                          |
| 2005 | Hammerhead: Shark Frenzy                       | Hammerhead: Shark Frenzy                 | No                    | argumento       | Sí              | Argumento coescrito con Ken Badish                                                       |
| 2005 | Mozart and the Whale                           | Mozart and the Whale                     | No                    | No              | Sí              |                                                                                          |
| 2005 | Vengador                                       | Today You Die                            | No                    | No              | ejecutivo       |                                                                                          |
| 2005 | Venganza roja                                  | The Mechanik                             | No                    | No              | ejecutivo       |                                                                                          |
| 2005 | El mediador                                    | The Cutter                               | No                    | No              | ejecutivo       |                                                                                          |
| 2006 | 16 calles                                      | 16 Blocks                                | No                    | No              | ejecutivo       |                                                                                          |
| 2006 | End Game                                       | End Game                                 | No                    | No              | ejecutivo       |                                                                                          |
| 2006 | Invicto 2                                      | Undisputed 2: Last Man Standing          | No                    | argumento       | Sí              |                                                                                          |
| 2006 | Mercenary for Justice                          | No                                       | No                    | ejecutivo       |                 |                                                                                          |
| 2006 | El lado oscuro de la noche                     | Journey to the End of the Night          | No                    | No              | ejecutivo       |                                                                                          |
| 2006 | Corazones solitarios                           | Lonely Hearts                            | No                    | No              | Sí              |                                                                                          |
| 2006 | Relative Strangers                             | Relative Strangers                       | No                    | No              | ejecutivo       |                                                                                          |
| 2006 | The Black Hole                                 | The Black Hole                           | No                    | argumento       | Sí              | Argumento coescrito con Ken Badish                                                       |
| 2006 | La dalia negra                                 | The Black Dahlia                         | No                    | No              | ejecutivo       |                                                                                          |
| 2006 | The Wicker Man                                 | The Wicker Man                           | segunda unidad        | No              | Sí              |                                                                                          |
| 2006 | The Contract                                   | The Contract                             | No                    | No              | ejecutivo       |                                                                                          |
| 2006 | Wicked Little Things                           | Wicked Little Things                     | No                    | argumento       | Sí              |                                                                                          |
| 2006 | Regreso al infierno                            | Home of the Brave                        | No                    | No              | ejecutivo       |                                                                                          |
| 2007 | El rey de California                           | King of California                       | No                    | No              | ejecutivo       |                                                                                          |
| 2007 | El reino perdido                               | Attack of the Gryphon                    | No                    | Sí              | ejecutivo       | Guio coescrito con Ken Badish, Sean Keller y Tim Cox. Argumento coescrito con Ken Badish |
| 2007 | 88 minuts                                      | 88 Minutes                               | No                    | No              | ejecutivo       |                                                                                          |
| 2007 | Desafío a la muerte                            | Until Death                              | No                    | No              | ejecutivo       |                                                                                          |
| 2007 | Bobby Z                                        | Bobby Z                                  | No                    | No              | ejecutivo       |                                                                                          |
| 2007 | El día que Nietzsche lloró                     | When Nietzsche Wept                      | No                    | No              | ejecutivo       |                                                                                          |
| 2007 | Mega Snake                                     | Mega Snake                               | No                    | argumento       | Sí              |                                                                                          |
| 2007 | Finding Rin Tin Tin                            | No                                       | No                    | ejecutivo       |                 |                                                                                          |
| 2007 | Alien vs. Alien                                | Showdown at Area 51                      | No                    | No              | ejecutivo       |                                                                                          |
| 2007 | Rubia y explosiva                              | Blonde Ambition                          | No                    | No              | ejecutivo       |                                                                                          |
| 2008 | Tres mujeres y un plan                         | Mad Money                                | segunda unidad        | No              | ejecutivo       |                                                                                          |
| 2008 | John Rambo                                     | Rambo                                    | No                    | No              | ejecutivo       |                                                                                          |
| 2008 | En busca de un héroe                           | Hero Wanted                              | No                    | No              | ejecutivo       |                                                                                          |
| 2008 | Day of the Dead                                | Day of the Dead                          | No                    | No              | Sí              |                                                                                          |
| 2008 | Negocios de guerra                             | War, Inc.                                | No                    | No              | ejecutivo       |                                                                                          |
| 2008 | Mi novio es un ladrón                          | My Mom's New Boyfriend                   | No                    | No              | ejecutivo       |                                                                                          |
| 2008 | Asesinato justo                                | Righteous Kill                           | No                    | No              | ejecutivo       |                                                                                          |
| 2008 | Tiburones en Venecia                           | Shark in Venice                          | No                    | No              | ejecutivo       |                                                                                          |
| 2008 | Train                                          | Train                                    | No                    | No              | Sí              |                                                                                          |
| 2008 | The Prince & Me: A Royal Honeymoon             | The Prince & Me: A Royal Honeymoon       | No                    | No              | ejecutivo       |                                                                                          |
| 2008 | Major Movie Star                               | Major Movie Star                         | No                    | No              | Sí              |                                                                                          |
| 2009 | Thick as Thieves                               | Thick as Thieves                         | No                    | No              | ejecutivo       |                                                                                          |
| 2009 | Los amos de Brooklyn                           | Brooklyn's Finest                        | No                    | No              | ejecutivo       |                                                                                          |
| 2009 | Direct Contact                                 | Direct Contact                           | No                    | No              | ejecutivo       |                                                                                          |
| 2009 | It's Alive                                     | It's Alive                               | No                    | No              | ejecutivo       |                                                                                          |
| 2009 | Un trabajo embarazoso                          | Labor Pains                              | No                    | No              | ejecutivo       |                                                                                          |
| 2009 | Calles sangrientas                             | Streets of Blood                         | No                    | No              | ejecutivo       |                                                                                          |
| 2009 | Ataque terrorista                              | Command Performance                      | No                    | No              | ejecutivo       |                                                                                          |
| 2009 | Mentiras e ilusiones                           | Lies & Illusions                         | No                    | No              | ejecutivo       |                                                                                          |
| 2009 | Teniente corrupto                              | Bad Lieutenant: Port of Call New Orleans | No                    | No              | ejecutivo       |                                                                                          |
| 2009 | Hojas de hierba                                | Leaves of Grass                          | No                    | No              | ejecutivo       |                                                                                          |
| 2009 | Un hombre solitario                            | Solitary Man                             | No                    | No              | ejecutivo       |                                                                                          |
| 2009 | Ninja                                          | Ninja                                    | segunda unidad        | Sí              | Sí              | Guion coescrito con Michael Hurst                                                        |
| 2009 | Doble identidad                                | Double Identity                          | No                    | No              | ejecutivo       |                                                                                          |
| 2010 | El príncipe y yo 4: Una princesa en el paraíso | The Prince & Me: The Elephant Adventure  | No                    | argumento       | ejecutivo       |                                                                                          |
| 2010 | Los mercenarios                                | The expendables                          | No                    | No              | ejecutivo       |                                                                                          |
| 2010 | Cool Dog                                       | Cool Dog                                 | No                    | No              | ejecutivo       |                                                                                          |
| 2010 | Trust                                          | Trust                                    | No                    | No              | ejecutivo       |                                                                                          |
| 2010 | Bunraku                                        | Bunraku                                  | No                    | argumento       | No              |                                                                                          |
| 2011 | The Mechanic                                   | The Mechanic                             | No                    | No              | ejecutivo       |                                                                                          |
| 2011 | Policías de Queens                             | The Son of No One                        | No                    | No              | ejecutivo       |                                                                                          |
| 2011 | Furia ciega                                    | Drive Angry                              | No                    | No              | ejecutivo       |                                                                                          |
| 2011 | Elephant White                                 | Elephant White                           | No                    | No              | ejecutivo       |                                                                                          |
| 2011 | Conan el bárbaro                               | Conan the Barbarian                      | No                    | No              | Sí              | Segunda unidad de dirección                                                              |
| 2011 | Bajo amenaza                                   | Trespass                                 | No                    | No              | ejecutivo       |                                                                                          |
| 2012 | El chico del periódico                         | The Paperboy                             | No                    | No              | ejecutivo       |                                                                                          |
| 2012 | Los mercenarios 2                              | The Expendables 2                        | No                    | No              | ejecutivo       | Segunda unidad de dirección                                                              |
| 2012 | El hombre de hielo                             | The Iceman                               | No                    | No              | ejecutivo       |                                                                                          |
| 2012 | Un buen partido                                | Playing for Keeps                        | No                    | No              | ejecutivo       |                                                                                          |
| 2013 | Straight A's                                   | Straight A's                             | No                    | No              | ejecutivo       | Sin acreditar                                                                            |
| 2013 | Lovelace                                       | Lovelace                                 | No                    | No              | ejecutivo       |                                                                                          |
| 2013 | Spiders 3D                                     | Spiders 3D                               | No                    | No              | ejecutivo       |                                                                                          |
| 2013 | Objectivo: La Casa Blanca                      | Olympus Has Fallen                       | No                    | No              | ejecutivo       |                                                                                          |
| 2013 | El último deseo                                | As I Lay Dying                           | No                    | No              | ejecutivo       |                                                                                          |
| 2013 | Caza humana                                    | Killing Season                           | No                    | No              | ejecutivo       |                                                                                          |
| 2013 | Ninja: Shadow of a Tear                        | No                                       | basada en la película | Sí              |                 |                                                                                          |
| 2013 | El protector (Homefront)                       | Homefront                                | No                    | No              | ejecutivo       |                                                                                          |
| 2014 | Hércules: El origen de la leyenda              | The Legend of Hercules                   | No                    | No              | Sí              |                                                                                          |
| 2014 | Los mercenarios 3                              | The Expendables 3                        | No                    | No              | ejecutivo       |                                                                                          |
| 2014 | No confíes en nadie                            | Before I Go to Sleep                     | No                    | No              | ejecutivo       |                                                                                          |
| 2015 | Survivor                                       | Survivor                                 | No                    | No              | ejecutivo       |                                                                                          |
| 2015 | Septembers of Shiraz                           | Septembers of Shiraz                     | No                    | No              | ejecutivo       |                                                                                          |
| 2016 | Objetivo: Londres                              | London Has Fallen                        | No                    | No              | ejecutivo       |                                                                                          |
| 2016 | Criminal                                       | No                                       | No                    | ejecutivo       |                 |                                                                                          |
| 2016 | Mechanic: Resurrection                         | Mechanic: Resurrection                   | No                    | No              | ejecutivo       |                                                                                          |
| 2016 | Boyka: Invicto 4                               | Boyka: Undisputed                        | No                    | argumento       | Sí              |                                                                                          |
| 2017 | El otro guardaespaldas                         | The Hitman's Bodyguard                   | No                    | No              | ejecutivo       |                                                                                          |
| 2017 | Leatherface                                    | Leatherface                              | No                    | No              | ejecutivo       |                                                                                          |
| 2017 | Actos de venganza                              | Acts of Vengeance                        | No                    | No              | Sí              |                                                                                          |
| 2017 | Bigfoot                                        | Bigfoot                                  | No                    | No              | ejecutivo       |                                                                                          |
| 2017 | Bullet Head                                    | Bullet Head                              | No                    | No              | ejecutivo       |                                                                                          |
| 2017 | Day of the Dead: Bloodline                     | Day of the Dead: Bloodline               | No                    | No              | Sí              |                                                                                          |
| 2018 | Hunter Killer                                  | Hunter Killer                            | No                    | No              | ejecutivo       |                                                                                          |
| 2018 | 211                                            | 211                                      | No                    | No              | ejecutivo       |                                                                                          |
| 2019 | Objetivo: Washington D.C.                      | Angel Has Fallen                         | No                    | No              | ejecutivo       |                                                                                          |
| 2019 | La decisión                                    | Blackbird                                | No                    | No              | ejecutivo       |                                                                                          |
| 2019 | Rambo: Last Blood                              | Rambo: Last Blood                        | No                    | No              | ejecutivo       |                                                                                          |
| 2019 | Kill Chain                                     | Kill Chain                               | No                    | No              | ejecutivo       |                                                                                          |
| 2020 | The Outpost                                    | The Outpost                              | No                    | No              | ejecutivo       |                                                                                          |
| 2021 | El otro guardaespaldas 2                       | Hitman's Wife's Bodyguard                | No                    | No              | ejecutivo       |                                                                                          |
| 2021 | Till Death                                     | Till Death                               | No                    | No              | ejecutivo       |                                                                                          |
| 2021 | Jolt                                           | Jolt                                     | No                    | No              | ejecutivo       |                                                                                          |
| 2021 | La protegida                                   | The Protégé                              | No                    | No              | ejecutivo       |                                                                                          |
| 2022 | The Offering                                   | The Offering                             | No                    | No              | ejecutivo       |                                                                                          |
| 2022 | El protector                                   | The Enforcer                             | No                    | No              | ejecutivo       |                                                                                          |
| 2023 | La partitura                                   | The Piper                                | No                    | No              | ejecutivo       |                                                                                          |
| 2023 | Los mercen4rios                                | The Expendables 4                        | No                    | No              | ejecutivo       |                                                                                          |
| 2023 | Agente X: Última misión                        | The Bricklayer                           | No                    | No              | ejecutivo       |                                                                                          |
| 2024 | Alice (Subservience)                           | Alice (Subservience)                     | No                    | No              | ejecutivo       |                                                                                          |
| 2024 | Wanted Man                                     | Wanted Man                               | No                    | No              | ejecutivo       |                                                                                          |
| 2024 | Hellboy. El Hombre Retorcido                   | Hellboy: The Crooked Man                 | No                    | No              | ejecutivo       |                                                                                          |